# 克里斯托夫·卡拉永
克里斯托夫·卡拉永（法語：Christophe Carayon，1966年10月3日—），法国男子田径运动员。他曾代表法国参加1992年和1996年夏季残疾人奥林匹克运动会田径比赛，获得二枚金牌和二枚铜牌。